# Язиги
Язигите са били номадско племе. Говорели са език от групата на иранските езици. Язигите са част от онези сарматски народи, които около 200 г. пр.н.е. се придвижили от Централна Азия на запад в степите на днешна Украйна. Появяват се за първи път по Приазовието, известно на древните гърци и римляни като Меотис. Поради тази причина те са наречени от Птолемей Язигес Метанастае. От там язигите се придвижили на запад по Черноморието, където днес се намират Молдова и Югозападна Украйна.
През I-II век част от язигите се установява в междуречието на реките Дунав и Тиса.